# Zespół predyspozycji do guzów rabdoidnych
Zespół predyspozycji do guzów rabdoidnych (ang. rhabdoid predisposition syndrome – uwarunkowany genetycznie zespół predyspozycji do nowotworów. Zaproponowano udział mutacji germinalnych w genie hSNF5/INI (SMARCB1) w locus 22q11.2 w patogenezie tego zespołu. Mutacje w obu allelach genu miałyby predysponować do złośliwego guza rabdoidnego nerki i atypowego nowotworu teratoidnego/rabdoidnego ośrodkowego układu nerwowego.